# ロンジャーノ
ロンジャーノ（伊: Longiano）は、イタリア共和国エミリア＝ロマーニャ州フォルリ＝チェゼーナ県にある、人口約7,200人の基礎自治体（コムーネ）。

## 地理

### 位置・広がり

#### 隣接コムーネ
隣接するコムーネは以下の通り。括弧内のRNはリミニ県所属を示す。
- ボルギ
- チェゼーナ
- ガンベットラ
- ガッテーオ
- モンティアーノ
- ロンコフレッド
- サンタルカンジェロ・ディ・ロマーニャ (RN)
- サヴィニャーノ・スル・ルビコーネ

### 気候分類・地震分類
ロンジャーノにおけるイタリアの気候分類 (it) および度日は、zona E, 2382 GGである。
また、イタリアの地震リスク階級 (it) では、zona 2 (sismicità media) に分類される。

## 行政

### 分離集落
ロンジャーノには以下の分離集落（フラツィオーネ）がある。
- Capoluogo, Budrio, Ponte Ospedaletto, Crocetta, Montilgallo, Felloniche, Badia, Massa, Balignano, Gualdo